# Andrea Meneghin
Andrea Meneghin (nascut el 20 de febrer de 1974 a Varese, Itàlia) és un exjugador de bàsquet italià. Amb 2.00 m d'alçada, jugava en la posició d'aler.
Fill del mític Dino Meneghin, es va formar al planter del Pallacanestro Varese, debutant el 1990 en l'equip que també va veure brillar el seu pare dues dècades enrere. Va ser en l'històric club varesí en què desenvoluparia la major part de la seva carrera, ja que excepte dues temporades, sempre va jugar allà.
Andrea Meneghin era un escorta de 2 metres, que fins i tot podia jugar de base atès el seu bon maneig de pilota. Va debutar el 1966 amb 16 anys a l'equip Ignis Biella.  El 1999 va ser el seu gran any. En companyia d'altres jugadors, com el porto-riqueny Daniel Santiago o els seus compatriotes Giacomo Galanda i Gianmarco Pozzecco, va portar el Pallacanestro Varese a guanyar la LEGA (Lliga italiana), quelcom que no passava des de 1978. A més, per arrodonir l'any, guanyaria amb la selecció italiana l'or a l'Eurobasket 1999, vencent la selecció espanyola a la final.
L'any 2000 va fitxar pel Fortitudo Bolonya, on hi jugaria dos anys. No va tenir massa sort i el 2002 va tornar a Varese, on problemes amb les lesions van fer que es retirés prematurament el 2006. Després de la seva retirada, va exercir d'entrenador assistent al club de tota la seva vida.

## Trajectòria
- 1990-2000 Pallacanestro Varese
- 2000-2002 Fortitudo Bologna
- 2002-2005 Pallacanestro Varese

## Palmarès
- 1 Lliga italiana (1999)
- 1 Supercopa d'Itàlia (1999)
- Medalla d'Or a l'Eurobasket 1999 amb Itàlia (1999)[5]
- Escollit tercer millor jugador d'Europa per La Gazzetta dello Sport el 1999
- Mr. Europa (1999)